# Stephen Ewart
Stephen Ewart (nasceu em 13 de março de 1869, Birmingham, Warwickshire – faleceu em 1953, Middlesex) foi um ator britânico da era do cinema mudo.

## Filmografia selecionada
- Possession (1919)
- The City of Beautiful Nonsense (1919)
- The Forest on the Hill (1919)
- A Temporary Vagabond (1920)
- Boden's Boy (1923)
- The World of Wonderful Reality (1924)
- The House of Marney (1926)
- Three Men in a Boat (1933)